# TAJJ gudački kvartet
Kvartet TAJJ je vodeći gudački kvartet u Srbiji već više od  jedne decenije.

## Biografija
Sabirajući stečena iskustva sa istaknutim umetnicima:  Ami Flammer, Ištvan Varga, Arnold Steinhard, Sandor Devich, kao i članovima: Amadeus kvarteta, Alban Berg kvarteta, Bartok kvarteta, Chilingiran kvarteta, Danielgudačkog kvarteta, Medici gudačkog kvarteta, Janaček kvarteta i Smetana kvarteta; i konačno, završavajući magistarske studije kamerne muzike na Fakultetu muzičke umetnosti u Beogradu u klasi prof.Ladislava Mezeija, TAJJ pronalazi sopstveni umetnički izraz.
TAJJ izlazi iz klasičnog  repertoara za gudački kvartet izvodeći sa velikim uspehom dela savremenih autora : A. Vrebalov, B. Kovač, D. Despić, J. Mitrušić, M. Štatkić, I. Stefanović, S. Tikmayer, S. Seghedoni, M. Golo,  E. Kiraly, I. Vilson, J. Trbojević, S. Vlajić, D.Vejnović, Lj.Nikolić, M.Mihajlović,  Hyekyung Lee. Neki od navedenih autori posvetili svoja dela upravom ovom ansamblu. TAJJ nastupa na mnogim koncertima i festivalima u zemlji i inostranstvu: Nemačka, Holandija, Mađarska, Rumunija, Italija, Austrija, Francuska, Hrvatska, Crna Gora i Republika Srpska.
Sa posebnim zadovoljstvom kvartet nastupa sa istaknutim solistima: S.Antunić (flauta), L.L.Aksin (flauta), V.Puškaš(oboa), A.Tasić (klarinet), Ž.Perišić (fagot), G.Marinković (fagot), N.Vasić (horna), M.Radić (horna), I.Marušević (kontrabas), R.Martinović (klavir), N.Bulatović (klavir), I.Kobal (klavir), B.Gorunović (klavir),U.Ovaskainen (klavir), E.Choi (klavir), J.Simon (klavir), V.K.Vitkai (sopran), D.Jovanović (sopran), S.Štulić (tenor), B.Jatić (bas) i dr.

## Diskografija
- 2010 - B.Kovač: Chamber Music (Dances and Ballads from the Highland). LONG ARMS - Russia, B92 - Serbia, Ad HOC Records - USA[2]
- 2009 - A.Vrebalov: Pannonia Boundless. SKC Novi Sad
- 2006 - TAJJ String Quartet: Debussy, Seghedoni, Šostakovič, Vrebalov, Kovač, Anonimus. IDYLLIUM Edicioni Musicali
- 2002 - B.Jatić: Come Raggio di Sol. Kulturni Centar Novog Sada[3]

## Drugi o TAJJ kvartetu
"... TAJJ više u svoju bogatu biografiju ne upisuje pojedinačne generalije članica. Nazivom sklopljenim od inicijala ličnih imena želeći da pokaže poreklo i genezu i iste gudačke, odnosno kvarteteske škole, kao i da istakne težnju za podređivanjem individualnih osobenosti zajedničkom idealu o jedinstvu i stopljenosti kvartetskog zvuka...."  Marija Adamov
"... Najkreativniji odnosi su oni u kojima jedni druge podržavamo da budemo to što jesmo, prihvatamo rizike, teškoće, uspehe i eksperimente širom otvorenog srca i uma - da bismo zajedno rasli i stvarali. Samo u takvim okolnostima gledajući na proteklu deceniju zajedničkog rada, sa zahvalnošću znamo da jedni bez drugih nikada ne bismo stigli dovde. Da, ovu muziku kvartet TAJJ svira bolje nego što je ja čujem u mojoj mašti..."  Aleksandra Vrebalov
"... Klasa u svetu muzike, kvartet TAJJ, je sa jednim od najboljih koncerata ove godine doprineo ugledu Srbije.Sretan sklop okolnosti spojio je ove četiri upečatljive ličnosti koje se predaju muzici sa žarom, i koje uprkos svojoj individualnosti, uspevaju da u svom izvođenju budu izuzetno uigrane, pa i zbunjujuće prirodne..." Michéle Fizaine
"... Ozbiljnost članova ovog ansambla, strast prema kamernoj muzici, umetničko izvođenje, dokaz su ne samo produbljenog rada na partituri već i briga za plemenitu zvučnost kao i precizno tehničko izvođenje..." I.Ianku